# Stanić Rijeka (Republika Serbska)
Stanić Rijeka (cyr. Станић Ријека) – wieś w Bośni i Hercegowinie, w Republice Serbskiej, w mieście Doboj. W 2013 roku liczyła 1002 mieszkańców.